# Dekáda romské integrace
Dekáda romské integrace, (Deshbersh le Romengo Anderyaripnasko v romštině), nazývaná též Dekádou romské inkluze je iniciativou sedmi států střední a jihovýchodní Evropy za zlepšení sociálně-ekonomického statusu a sociálního zapojení romské národnostní menšiny v této oblasti. Program byl zahájen v roce 2005, s oficiálním názvem Decade of Roma Inclusion 2005 - 2015 a je prvním mezinárodním projektem v Evropě, který aktivně usiluje o zlepšení kvality života Romů.
Programu se účastní sedm států: Bulharsko, Česko, Chorvatsko, Maďarsko, Rumunsko, Severní Makedonie, Srbsko a Černá Hora.
(stránky vlády ČR v ext. odkazech uvádějí 12 států: "Albánie, Bosna a Hercegovina, Bulharsko, Chorvatsko, Černá Hora, Česká republika, Maďarsko, Makedonie, Rumunsko, Slovensko, Srbsko, Španělsko; Slovinsko a Spojené státy měly status pozorovatele")
V roce 2005 se vlády výše uvedených států zavázaly k snižování rozdílů mezi životními podmínkami romské a majoritní populace a dále k vymýcení chudoby a diskriminace.